# 요크 병원

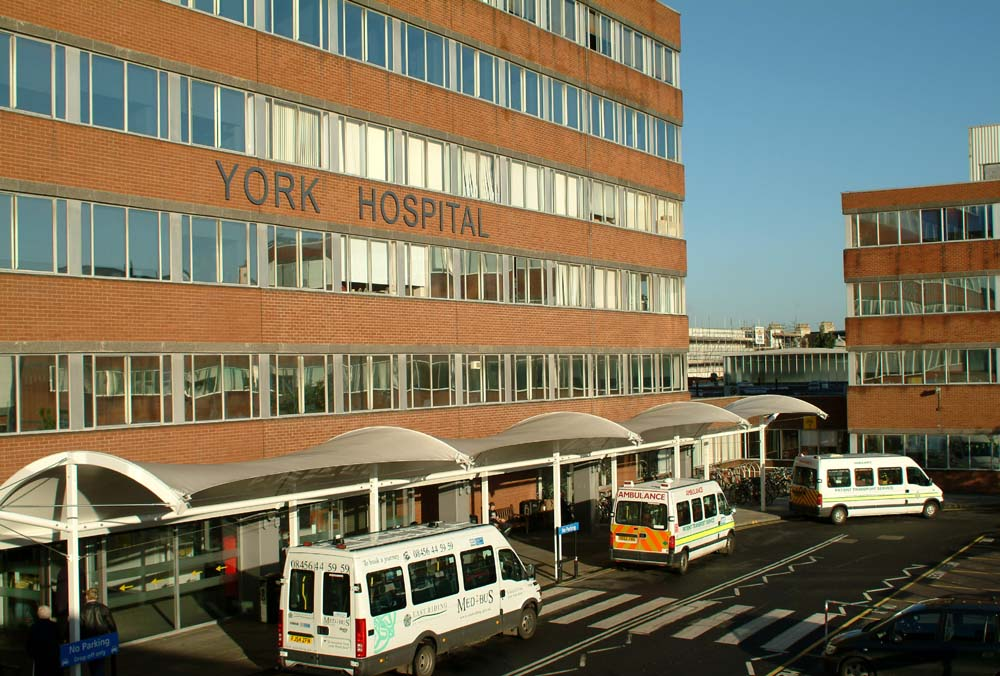
요크 병원

요크 병원(영어: York Hospital)은 영국 노스요크셔주 요크에 있는 병원이다.